# Carlos Surinach
Carlos Surinach, o Carles Suriñach i Wrokona (ˈkarɫəs suɾiˈɲak), (Barcellona, 4 marzo 1915 – New Haven, 12 novembre 1997), è stato un compositore e direttore d'orchestra spagnolo con cittadinanza statunitense di origine catalana.

## Biografia
Carlos Surinach nacque a Barcellona, dove ricoprì incarichi direttivi all'Orquestra Simfònica de Barcelona e al Gran Teatre del Liceu. Studiò composizione con Enrique Morera al Conservatorio di Barcellona, poi andò in Germania dove studiò a Berlino con Max Trapp e Richard Strauss, partecipando a cinque seminari di Strauss. Nel 1948 la sua opera El mozo que casó con mujer brava fu presentata in anteprima a Barcellona. Nel 1951 emigrò negli Stati Uniti, dove divenne un compositore di balletti di successo. Diventò cittadino degli Stati Uniti nel 1959.
Compose tre musiche per balletto per la coreografa Martha Graham: Embattled Garden (1958), Acrobats of God (1960) e The Owl and the Pussycat (1978). Compose anche Feast of Ashes per il Joffrey Ballet. Il suo Concerto per arpa fu commissionato da Charles Royce per sua figlia Maria. La prima fu a Grand Rapids, Michigan, nel 1978, con Nicanor Zabaleta che suonava la parte solista. Il concerto fu poi eseguito da Maria Royce a Interlochen. Il Concerto per arpa di Surinach non è stato mai più eseguito da allora.
Surinach ha anche orchestrato parte della suite per pianoforte di Isaac Albéniz, Iberia.
Tra i suoi studenti illustri c'è Louis W. Ballard.
Surinach morì a New Haven, nel Connecticut, Stati Uniti, all'età di 82 anni.

## Carlos Surinach Awards
La BMI Foundation sponsorizza il premio Carlos Surinach Awards e Commissioning Programs, che riconosce i giovani musicisti emergenti di talento per il loro servizio alla musica americana e finanzia la creazione di nuovi lavori da parte dei precedenti vincitori del BMI Student Composer Awards. Il programma è stato istituito grazie a un lascito di Surinach.
La "ch" finale nel cognome di Surinach è pronunciata "k", seguendo l'antica ortografia catalana (nell'ortografia moderna questo fonema è reso con una "c"). La desinenza "ch" si trova comunemente nei cognomi catalani, molti dei quali mantengono questa ortografia. Inoltre, prima che Surinach lasciasse la Spagna, il suo cognome fu scritto "Suriñach", con una tilde sulla "n". Alla fine lasciò cadere questa tilde, ma vedeva l'ortografia originale usata nei manifesti dei concerti ogni volta che visitava la Spagna.

## Lavori
- Sinfonia n. 1, Sinfonía Passacaglia (1945)
- El mozo que casó con mujer brava (1948), opera
- Sinfonia n. 2 (1949–50)
- Sinfonietta Flamenca (1953)
- Ritmo Jondo (1953), balletto
- Hollywood Carnival (1954)
- Fandango (1954)
- Feria Magica (1956), ouverture
- Concertino per pianoforte, archi e piatti (1956)
- Sinfonia n. 3, Sinfonía Chica (1957)
- Embattled Garden (1958), balletto
- Paeans and Dances of Heathen Iberia (1959)
- Sonatina (1959), per chitarra sola
- Acrobats of God (1960), balletto
- Variazioni Sinfoniche per Orchestra (1962)
- Feast of Ashes (1962), balletto
- Cantata of St. John (1962)
- Songs of the Soul (1964), per coro
- Drama Jondo (1965)
- Melorhythmic Dramas (1966)
- Flamenco Cyclothymia (1967)
- Via Crucis: a cycle of fifteen saetas (1970), per coro e chitarra
- Concerto per pianoforte e orchestra (1973)
- Prayers (1973), per voce sola
- Chronique (1974), balletto
- String quartet (1974)
- Celebraciones Medievales (1977), per coro
- Concerto per Orchestra d'archi (1978)
- The Owl and the Pussycat (1978), balletto
- Concerto per Arpa (1978)
- Concerto per Violino (1980)
- Melismas sinfónicos (1985)
- Quimera (1989), balletto
- Doppio concerto per flauto, contrabbasso e orchestra da camera (1990)